# Histoire d'une prostituée
Pour plus de détails, voir Fiche technique et Distribution.
Histoire d'une prostituée (春婦伝, Shunpu den) est un film japonais réalisé par Seijun Suzuki et sorti en 1965.

## Synopsis
Envoyée sur le front de Mandchourie, où se bat l'armée impériale japonaise, une jeune prostituée japonaise se retrouve déchirée entre un officier sadique tombé sous son charme et un jeune soldat idéaliste.

## Fiche technique
- Titre : Histoire d'une prostituée
- Titre original : 春婦伝 (Shunpu den?)
- Titre anglais : Story of a Prostitute
- Réalisation : Seijun Suzuki
- Scénario : Hajime Takaiwa (ja), d'après un roman de Taijirō Tamura (ja)
- Musique : Naozumi Yamamoto
- Photographie : Kazue Nagatsuka (ja)
- Décors : Takeo Kimura
- Montage : Akira Suzuki (ja)
- Production : Kaneo Iwai
- Société de production : Nikkatsu
- Pays de production :  Japon
- Langue originale : japonais
- Format : noir et blanc - 2,35:1 - son mono - 35 mm
- Genre : drame
- Durée : 96 minutes
- Dates de sortie :
  - Japon : 28 février 1965[1]

## Distribution
- Yumiko Nogawa : Harumi
- Tamio Kawachi (ja) : Shinkichi Mikami
- Isao Tamagawa (ja) : le lieutenant Narita
- Hiroshi Chō (ja) : le lieutenant-colonel Shibata
- Eimei Esumi (ja) : Machida
- Jūkei Fujioka (ja) : le sergent Kimura
- Kotoe Hatsui (ja) : Tsuyuko
- Tomiko Ishikawa : Yuriko
- Kayo Matsuo (ja) : Midori
- Midori Mori : Takako
- Shōichi Ozawa : le sergent Akiyama, membre de la police militaire
- Kaku Takashina (ja) : Makita, membre de la police militaire

## Autour du film
Histoire d'une prostituée est le deuxième film d'une « trilogie de la femme japonaise » entamée avec le coloré La Barrière de chair l'année précédente et achevé en 1966 avec Carmen from Kawachi, dont le fil rouge est l'actrice Yumiko Nogawa.